# Варварская улица (Нижний Новгород)
Варва́рская улица (после революции 1917 г. до начала 1990-х гг. — улица Веры Фигнер) — одна из центральных улиц Нижнего Новгорода, входит в число семи улиц, радиально расходящихся от площади Минина и Пожарского.
Находится в Нижегородском районе. Улица соединяет площадь Минина и Пожарского с площадью Свободы. В середине улицы располагается площадь Октябрьская. Длина улицы около 950 метров.

## История
Улица Варварская была спроектирована генеральным планом Нижнего Новгорода 1770 года перпендикулярно к участку Нижегородского кремля на Благовещенской площади (ныне пл. Минина и Пожарского) слева от Дмитриевской башни. Проект планировки архитектора А. В. Квасова предусматривал застройку центральной части города по главным улицам каменными домами, а по второстепенным — полукаменными. Часть улицы от площади до Ковалихинского оврага был проложена к 1787 году в ходе Генерального межевания города и именовалась по расположенной на ней церкви Святой Великомученицы Варвары. Искривлённое продолжение улицы за церковью, которое впоследствии было спрямлено, до 1834 года называлось Гусевой улицей. Заканчивалась улица заставой в районе срытого вала Большого острога, возле которой располагался деревянный тюремный острог и деревянная тогда Варварская часовня.
Изначально Варварская церковь находилась на площади перед проездом через вал и ров Малого острога, остатки которых были уничтожены в ходе реализации плана 1770 года. Площадь пересекал Ковалихинский ручей, через который наводился деревянный мост.
В 30—40-х годах XIX века вместо моста через Ковалихинский ручей была устроена Варварская дамба, проезжая часть была выровнена, овраг у выхода из города был засыпан Острожной дамбой. После осадки насыпного грунта в 1844 году улица была вымощена просмолёнными брусьями отслуживших свой срок лодий и барок, которые стали заменяться булыжником в 50-х годах XIX века.
В середине XIX в. краевед Николай Храмцовский писал: 

 Варварская улица, переходя через Варварскую и Острожную дамбы, упирается в тюремный замок; на ней находятся: церковь Святой Варвары Великомученицы, Александровский дворянский институт, аптека В. Е. Эвениуса, контора Общества морского, речного и сухопутного страхования и контора маклера Болотова. Церковь Святой Варвары стоит на правой стороне улицы, у дамбы; два дома Александровского института занимают все пространство от Почтовой конторы до Осыпной улицы; аптека господина Эвениуса помещается в собственном его огромном каменном доме, против института. Она открыта в 1780 году отцом нынешнего владельца её и была в то время единственной во всей Нижегородской губернии. Контора Общества морского, речного и сухопутного страхования помещается в доме купца Болотова, стоящем направо, пройдя церковь; тут же находится и его маклерская контора.

Кроме домов института и Эвениуса, на Варварке есть ещё несколько каменных, из которых замечательны по величине своей принадлежащие Казённой палате (бывшей соляного правления) и купца Дубицкого: первый на углу Осыпной, а второй — против дамбы. 
После революции улица была переименована в честь террористки Веры Фигнер, участницы покушения на императора Александра II, которая жила в Нижнем Новгороде в ссылке в 1905 году и под надзором полиции в 1915 году.

## Примечательные здания

### Церковь Святой Великомученицы Варвары (утрачена)
Деревянная церковь в честь Святой Варвары была построена в начале XVI века. Каменная церковь построена в 1757 году «тщанием» дьяка Денисова и служащего Строгановых Шушпанова. Главный престол был в честь Владимирской иконы Божией Матери, а левый — во имя великомученицы Варвары. Паперть и невысокая колокольня были украшены колоннами, на колокольне — высокий шпиль. В Варваринской церкви крестили Алёшу Пешкова.
В 1958 году здание бывшей церкви на ул. Фигнер «в связи с её аварийным состоянием» снесено. На его месте было построено кафе, а в 1970-х годах — фонтан перед Домом политического просвещения, в здании которого сейчас располагается Торгово-промышленная палата и киноконцертный зал «Юпитер» (дом № 1 на пл. Октябрьской).

### Александровский дворянский институт (дом № 3)
Наиболее значимым учреждением на Варварке был Александровский дворянский институт, в комплексе зданий которого сейчас располагается Нижегородская государственная областная универсальная научная библиотека. Александровский дворянский институт был закрытым средним общеобразовательным мужским заведением для подготовки дворянских детей к поступлению в российские университеты. Он возник из дворянского пансиона при всесословной губернской гимназии. Торжественное открытие его состоялось 30 августа 1844 года.
Комплекс зданий для института был приобретён у местных домовладельцев и перестроен. Проект перестройки здания выполнен архитектором А. А. Пахомовым. Им же выполнен проект резного одноярусного иконостаса домовой церкви Александра Невского, иконы в котором были написаны профессором академии художеств А. Е. Егоровым. Во дворе были построены гимнастический зал и Г-образный двухэтажный кирпичный дом для учителей и служителей на 30 семей. Гимнастический зал предназначался для фехтования и уроков танцев, поэтому имел в двух классах хоры для музыкантов. В 1886 г. со стороны Осыпной (Пискунова) улицы к зданию была пристроена звонница с пятью колоколами. Архитектура и художественное лепное убранство здания сохранились до сих пор. Институт был назван Александровским в честь цесаревича Александра Николаевича, утвердившего проект архитектора Пахомова.
Гордостью института стали его выпускники: глава «Могучей кучки» М. А. Балакирев; математик В. А. Стеклов; химик В. В. Марковников; историк К. Н. Бестужев-Рюмин; зоолог О. А. Гримм; историк С. И. Архангельский; поэты и писатели И. Рукавишников, А. Вяхирев, И. Свединцев, А. Мариенгоф; профессор С. Добротин, скульптор А. Кикин, актёр В. Яхонтов и другие.

### Первая городская аптека (№ 4)
Первую в Нижнем Новгороде аптеку основал в 1780 году немец Георг Христиан Людвиг Эвениус, приехавший в город за год до этого и поселившийся на Варварской улице. При генеральном размежевании Нижнего Новгорода в 1784 году Эвениусу был выделен участок в начале улицы Варварская. Двухэтажное каменное здание по проекту механика Ивана Немейера было построено в 1792 году. Часть дома была жилой, другую часть занимала аптека. Жителей и гостей города Егор Крестианович, как звали Эвениуса в народе, привлекал иллюминацией. На подоконниках аптеки он выставлял разноцветные стеклянные шары, которые, отражая свет ламп помещения, давали эффект радужного свечения на несколько метров вокруг дома.
В 1883 году дело Эвениуса выкупил провизор П. Ф. Ремлер и по его заказу Н. Л. Григорьев надстроил третий этаж. После революции здание было национализировано, в нём разместилась центральная городская аптека № 1, а впоследствии дом переоборудовали под коммунальные квартиры. В 2007 году в цокольном этаже дома снова открылась аптека, а также музей аптечного дела, коллекция экспонатов которого насчитывала более 250 предметов. Вновь открытая аптека работала около года.

### Жилой дом Е. Е. Эвениуса (№ 3а)
В 1826 г. первый городской аптекарь Эвениус купил участок земли на пересечении улиц Осыпной и Варварской для постройки деревянного дома. В 1836 г. его сын, врач и педагог Е. Е. Эвениус, по проекту губернского архитектора И. Е. Ефимова возвёл на месте деревянного двухэтажный каменный дом в стиле русского классицизма. Здание отличает чёткость и лаконичность архитектурного решения. Рустованный цокольный этаж, портики с пилястрами, меандровый пояс и другие элементы декора выделяют его среди остальных зданий.
В 1843 г. дом был продан дворянскому депутатскому собранию для временного размещения классов и жилых комнат Александровского института. В этом доме в 1845 г. родился революционер Г. А. Лопатин, первый в России переводчик «Капитала» К. Маркса, член Генерального совета I Интернационала. В 1931 г. в здании открылось музыкальное училище, а с 1965 г. — Нижегородское театральное училище имени Е. А. Евстигнеева, который был его выпускником.

### Дом коллежского асессора И. А. Княгининского (№ 5)
Дом № 5 по улице Варварской принадлежал секретарю нижегородского военного губернатора М. П. Бутурлина Ивану Алексеевичу Княгининскому, одному из крупнейших владельцев доходных домов в Нижнем Новгороде. Каменный двухэтажный дом со сводчатыми подвалами, был создан по проекту архитектора Ефимова и имел два изолированных входа. В 1838 г. дом был продан под размещение Соляного правления. В нём расположились как официальные присутствия, так и квартиры чиновников. У одного из них, К. А. Шрейдерса, в 1858 г. несколько месяцев жил Тарас Шевченко. В доме проживал также первый историк Нижнего Новгорода Николай Храмцовский, работавший в Соляном правлении. После упразднения Нижегородского соляного правления в январе 1860 г. дом был продан Палате государственного имущества. В советское время здание было надстроено.
С 1965 года в доме располагается Детская школа искусств № 8 им. В. Ю. Виллуана. Среди выпускников школы музыканты Евгений Брахман, Александр Мутузкин, Ксения Блинцовская, Инга Казанцева, Евгений Рывкин, Ольга Филатова и многие другие.

### Дом К. И. Ильиной — Щёлоковых (№ 8, 8а)
После того как была проложена Варварская улица, участок на углу улиц Варварской и Осыпной (Пискунова) приобрела Клеопатра Ивановна Ильина, где и выстроила деревянную усадьбу на каменном фундаменте. Дом представляет собой классический дом с мезонином и пилястрами под ионическими капителями — типичную усадьбу того времени. В 1836 году дом Ильиной приобрёл погорелец из Благовещенской слободы купец Михаил Фёдорович Щёлоков. В 1861 г. его наследники Николай и Христофор расширили усадьбу, возведя по Осыпной улице одноэтажный кирпичный флигель с аркадой окон. В результате преобразований, в частности, были утрачены капители пилястр. После раздела имущества в 1882 году на углу Осыпной и Варварской улиц братья Щёлоковы возвели каменный дом (№ 8а), где в 1897 году расположилась фотохудожественная мастерская Андрея Карелина. Здание остаётся ценным памятником деревянной усадебной застройки Нижнего Новгорода начала XIX в.

### Дом пароходчицы М. К. Кашиной (№ 10)
Дом на углу Варварской и Малой Печёрской улиц принадлежал купцу 1-й гильдии Михаилу Матвеевичу Кашину, а после его смерти — супруге Марии Капитоновне Кашиной, ставшей всемирно известной благодаря использованию Максимом Горьким её семейной трагедии 1895 года в качестве основы для пьесы «Васса Железнова» 1910 года. Мария Кашина проживала в доме до своей смерти в октябре 1916 года. На первом этаже её дома квартира сдавалась внаём многодетной семье, переселившейся в 1916 году из Москвы, по рассказам которой «Васса Железнова спускала маленьким детям конфеты на ниточке со второго этажа».
В советское время дом был расселён для размещения Татарского училища, позднее — снова переоборудован под коммунальные квартиры и надстроен двумя этажами в сталинском стиле, что исказило его первоначальную архитектуру, всё ещё отчётливо различимую на всех фасадах, кроме боковых, к которым были пристроены другие здания.

### Дом трудолюбия Рукавишниковых (№ 32)
Первый в Нижнем Новгороде Дом трудолюбия в системе призрения беднейших жителей города был открыт в 1893 году. Для размещения 100 человек были отданы пустые военные казармы на Нижне-Волжской набережной. В 1894 году на средства купцов Рукавишниковых Дом трудолюбия открылся в помещении столярной фабрики на Мистровской улице (ныне улица Академика Блохиной). В дни работы Всероссийской промышленно-художественной выставки в 1896 году его даже посетила императорская чета. В 1899 году здание сгорело. Тогда дети Любови и Михаила Рукавишниковых решили построить каменное здание. Проект двухэтажного строения в стиле модерн архитектора П. А. Домбровского был осуществлён в 1905 году. На фасаде была надпись «Дом трудолюбия имени Михаила и Любови Рукавишниковых». В здании разместилось более 200 нищих, которые за то, что щипали паклю и чесали мочала, получали небольшую подённую плату, дважды в день еду и ночлег. В 60-е годы были надстроены два верхних этажа. С 20-х годов в доме размещается типография «Нижполиграф».

### Дом А. А. Клочковой (бывший № 27)
После постройки каменного острога в 1823 году место, занимаемое деревянным острогом у заставы на краю города, было отдано под застройку титулярной советнице А. А. Клочковой. В 1837—1838 годах дом по проекту архитектора Г. И. Кизеветтера, утверждённому Николаем I, был построен. Дом деревянный, одноэтажный с мезонином, обшит тёсом, на каменном оштукатуренном цоколе. Архитектура дома основана на образцовых проектах XIX века в стиле классицизма, но с эклектическими декоративными элементами: греческим меандром во фризе, межэтажными декоративными «жуками», наборами фигурных балясин под окнами. Владельцы дома неоднократно менялись. В 1884 году графиня Варвара Ланская провела капитальный ремонт «без изменений прежних фасадов». Со временем элементы декора и ионические капители пилястр были утеряны.
В 1999 году дом № 27 по Варварской улице был включён в список выявленных объектов культурного значения Нижегородской области. Участок под домом был отдан под современную застройку, а дом было решено перенести на Щёлоковский хутор, в Музей архитектуры и быта народов Нижегородского Поволжья. После расселения жильцов дом не охранялся и несколько раз возникал пожар, в результате сохранилось не более 50 % старого строения. В 2007 году дом был перемещён на Щёлоковский хутор.

### Часовня Варвары Великомученицы (№ 36)
У ворот рубленного Большого острога по обычаю сооружались небольшие часовни. У дороги на Курмыш и Казань, входящей в город с востока, стояла деревянная Варварская часовня. Каменная часовня была построена в конце XIX века по инициативе Арзамасской Алексеевской общины в связи со спасением царской семьи во время крушения поезда в Борках 17 октября 1888 года, которое было расценено чудесным. Проект был создан нижегородским епархиальным архитектором А. К. Никитиным. Часовня представляет собой храм древнего шатрового типа с просторным одноапсидным алтарём, но без трапезной и колокольни. В оформлении использованы элементы древнерусской архитектуры: килевидные бочки, ширинки, штучный набор. Образа иконостаса были созданы иконописцами Общины. Освящение часовни состоялось 17 сентября 1892 года.
Надпись на часовне гласит: «Часовня святой великомученицы Варвары в память нижегородцев, невинно убиенных в годы лихолетья».

### Александровская общественная женская богадельня (№ 42)
Участок, на котором находится в настоящее время роддом № 1, занимающий угол и по пол квартала на улицах Варварской и Володарского, в XIX веке принадлежал трём разным людям. Владелец участка вдоль улицы Солдатской (сейчас Володарского), купец Андрей Семёнович Осташников в 1864 году пожертвовал городу свой участок для устройства «странноприимного дома или богадельни для людей безродных и не имеющих средств к существованию». По недостаточности места, к организации богадельни приступили только через три года, после повторного обращения Осташникова. Было решено купить у титулярного советника П. И. Хохлова дом с участком по улице Варварской, садом примыкающий к участку Осташникова. В 1878 году, — через 10 лет после открытия богадельни, — купец Александр Вяхирев обратился к городским властям с предложением: «состоящую в моём владении землю на углу улиц Варварской и Солдатской передать на вечное время городской думе в полное её распоряжение, но с условием: чтобы эту землю использовали под постройку родильного заведения для бедных граждан»,
что и было осуществлено.
Богадельню было решено назвать в память спасения жизни императора Александра II от руки убийцы в Париже 25 мая 1867 года и открытие богадельни произвести 30 августа 1868 года в день именин Его императорского Величества. Средства на покупку и ремонт дома Хохлова и закупку всего необходимого были собраны, и все работы были закончены к сроку, и в 1867 году Александровская богадельня на 25 кроватей была освящена и торжественно открыта с благодарностью попечителям и устроителям. Средства на содержание богадельни жертвовались горожанами. Обязанность по заготовке всех продуктов питания взял на себя Осташников. Он же организовал молельню для богадельниц, не имевших сил ходить в храм, и ходатайствовал об устроении домовой церкви. В 1869 году при поддержке городской думы церковь Вознесения Господня и Святого Князя Александра Невского была построена и освящена.
В доме Хохлова размещались также бесплатная лечебница и родовспомогательное заведение. Чтобы уменьшить тесноту, на участке, пожертвованном Вяхиревым, было решено построить здание для размещения родовспоможения, лечебницы и церкви. План-фасады были разработаны архитектором Николаем Фрелихом, и к 1882 году строительство было завершено. Роддом имел 85 коек, первым директором его был врач В. Баулин. При роддоме было открыто «сиротопитательное» отделение на 10 детей сирот, матери которых умерли в больнице. Рожениц бесплатно кормили, а для нуждающихся бедных нижегородцев по инициативе Осташникова обеды отпускались на дом.
Роддом и трёхэтажный дом Хохлова, примыкающий к роддому справа, сохранились до наших дней. Здание роддома являет собой пример эклектики в русской архитектуре XIX века и считается лучшей работой Н. Фрелиха в городе.

## Современная застройка

### От пл. Минина и Пожарского до ул. Пискунова
| Номер дома | Изображение | Описание |
| ---------- | ----------- | --- |
| 1          |             | Нижегородский областной центр крови |
| 2/3        |             | Нижегородский государственный педагогический университет |
| 3          |             | Здание Александровского дворянского института. Сейчас Нижегородская государственная областная универсальная научная библиотека имени Ленина. |
| 3a         |             | Бывший дом Е. Е. Эвениуса. С 1965 г. — Нижегородское театральное училище. Построен в 1836—1837 гг, архитектор И. Е. Ефимов. |
| 4          |             | Главный дом усадьбы аптекарей Е. Х. Эвениуса — И. Ф. Ремлера. Построен в 1789—1792 гг по проекту механика И. И. Немейера. В этом доме находилась первая частная аптека в Нижнем Новгороде. Перестроен в 1810-х гг. Фасады изменены в 1883 году, архитектор Н. А. Фрелих. |
| 4б         |             | Флигель усадьбы Е. Х. Эвениуса — И. Ф. Ремлера. Построен в 1884 году, автор проекта не установлен. Интересен изысканной резьбой. |
| 6          |             | Дом построен в советские времена, известен своими музыкальными жильцами: в нём жили и работали композитор А. А. Нестеров (мемориальная доска) и дирижёр И. Б. Гусман. |
| 8          |             | Бывший дом К. И. Ильиной — М. Ф. Щёлокова |
| 8а/22      |             | Доходный дом купцов Щёлоковых. Построен в начале 1870-х гг. Здесь с 1897 по 1906 гг жил и работал известный фотограф Андрей Осипович Карелин (1837—1906 гг). Сейчас в доме располагается Нижегородское художественное училище.                                           |
| 8в         |             | |

### От ул. Пискунова до пл. Октябрьской
| Номер дома | Изображение | Описание |
| ---------- | ----------- | --- |
| 5          |             | Дом коллежского асессора И. А. Княгининского. Построен в 1828 году, архитектор И. Е. Ефимов. Здесь в 1839—1855 гг размещалось Нижегородское соляное правление, в котором служил известный краевед, автор первого исторического описания Нижнего Новгорода Николай Иванович Храмцовский (1818—1890 гг). В настоящее время в доме располагается Картинная галерея художников Поволжья и Детская школа искусств № 8 им. В. Ю. Виллуана, где трудится около 100 педагогов и обучается 800 детей. Сейчас в ДШИ девять отделений, в числе которых помимо «традиционных» есть отделения хореографическое, эстетическое и эстрадного пения. |
| 7          |             | Офисное здание. Построено в 2004 году на месте снесённого под нужды застройщика каменного особняка с балконом. |
| 10         |             | Дом пароходчицы М. К. Кашиной. На первом этаже магазины: книжный и мужской одежды. Надстроен двумя этажами (отличаются размером оконных проёмов). Национализирован в 1917 году. |
| 10а        |             | |
| 12         |             | Доходный дом купчихи У. А. Котельниковой. Построен в 1854—1855 гг, архитектор И. К. Кострюков. С 1887 г. здание принадлежало пароходному обществу «Дружина». С 1908 г. в здании размещалось Городское полицейское управление. Характерный образец архитектуры эклектики («кирпичный стиль»). |
| 14         |             | Дом Пачкунова. Принадлежал купцу Дмитрию Дмитриевичу Пачкунову. Выстроен между 1846 и 1852 годами по проекту архитектора А. А. Пахомова. Памятник архитектуры регионального значения. |

### От пл. Октябрьской до ул. Академика Блохиной
| Номер дома         | Изображение | Описание |
| ------------------ | ----------- | --- |
| пл. Октябрьская, 1 |             | Дом политического просвещения (ныне — концертный зал «Юпитер») |
| 13                 |             | Здание банка Уралсиб |
| 15а                |             | Муниципальное образовательное учреждение лицей № 40. Специализация: углубленное физико-математическое образование. |
| 32                 |             | Дом трудолюбия имени Михаила и Любови Рукавишниковых. Построен в 1903—1905 гг, архитектор П. А. Домбровский. Перестроен в середине XX века. Благотворительное заведение учреждено на средства братьев Ивана и Митрофана Рукавишниковых в целях социальной защиты и просвещения беднейших жителей города. Характерный образец архитектуры рационалистического модерна. Сейчас в здании располагаются: типография «Нижполиграф», газета «Нижегородская правда», Союз журналистов РФ, газета «Студия НН» и множество других организаций. |

### От ул. Академика Блохиной до ул. Володарского
| Номер дома | Изображение | Описание |
| ---------- | ----------- | --- |
| 27         |             | Административно-офисный центр Сбербанка РФ. На этом месте находился дом А. А. Клочковой |
| 36а        |             | Часовня Ягодинского Введенского монастыря. Построена в 1898—1899 годах. Старая часовня в честь святой великомученицы Варвары снесена, располагалась на улице Дворянской (на месте комплекса зданий Сбербанка на Октябрьской площади). |
| 40         |             | Современное офисное здание. Построено в 2004 году на месте двух снесённых старинных домов. |
| 40а        |             | |
| 40б        |             | |

### От ул. Володарского до пл. Свободы
| Номер дома | Изображение | Описание |
| ---------- | ----------- | --- |
| 33         |             | Доходные дома купца И. Г. Кузнецова. Возведены в период 1861—1864 годов. Первым был выстроен дом по центру, изначально был одноэтажным, позже надстроен вторым этажом. В 1864 году выполнен пристрой справа, в виде двухэтажного каменного дома с проездной аркой во двор. Сегодня здания имеют общую нумерацию. |
| 35         |             | Дом № 35 был возведён в конце XIX века, примыкает правым торцом к дому купца И. Г. Кузнецова. Архивных чертежей не сохранилось. |
| 42         |             | Здание городской общественной Александровской женской богадельни с родовспомогательным заведением. Богадельня открыта в 1866 году на пожертвования нижегородцев. Родовспомогательное заведение построено в 1879—1881 годах, архитектор Н. А. Фрелих. Сейчас роддом № 1.                                          |
| 44         |             | С 1909 г. по 1912 г. в доме жил маленький Аркаша Голиков, будущий известный всем детям Советского Союза писатель Аркадий Гайдар. |

## Памятники
Перед лицеем № 40 (дом 15а) установлен памятник Герою Советского Союза Маслякову Георгию Гавриловичу

### Здания — памятники архитектуры

#### Федерального значения
- № 4. Усадьба аптекарей Е. Х. Эвениуса — И. Ф. Ремлера. Главный дом.
- № 3. Здание Александровского дворянского института.

#### Регионального значения
- № 3а. Дом Е. Е. Эвениуса.
- № 5. Дом коллежского асессора И. А. Княгининского.
- № 8а. Доходный дом купцов Щёлоковых.
- № 12. Доходный дом купчихи У. А. Котельниковой.
- № 32. Дом трудолюбия имени Михаила и Любови Рукавишниковых.
- № 42. Здание Александровской женской богадельни с родовспомогательным отделением.

### Мемориальные доски
- На здании Ленинской библиотеки (№ 3)

| Здесь, в нижегородском дворянском институте, в 1892 – 1894 гг. учился командир легендарной канонерской лодки «Сивуч», кавалер ордена Святого Георгия, капитан I ранга ЧЕРКАСОВ ПЁТР НИЛОВИЧ остановивший немецкую эскадру 19.08.1915 года перед проливом Моонзунд | В этом здании, бывшем Александровском институте, с 1849 по 1853 год учился выдающийся русский композитор, руководитель «могучей кучки» МИЛИЙ АЛЕКСЕЕВИЧ БАЛАКИРЕВ | В этом здании, бывшем дворянском институте, с 1863 по 1864 гг. работал воспитателем выдающийся педагог-гуманист, просветитель народов Поволжья И. Н. Ульянов |

- На здании театрального училища (№ 3а)

| Здесь родился Л О П А Т И Н Герман Александрович 1845 - 1918 Член генерального совета первого интернационала, первый переводчик на русский язык фундаментального труда К. Маркса (Капитал) | Горьковское театральное училище в 1951 году закончил великий русский актёр ЕВГЕНИЙ ЕВСТИГНЕЕВ |

- На здании ДШИ № 8 (дом № 5)

| В этом доме в начале 1858г. возвращаясь из ссылки, жил великий народный революционный поэт Тарас Григорьевич Шевченко |

- На доме № 6

| В этом доме в 1965 по 1999 год жил и работал композитор Аркадий Александрович Нестеров профессор, народный артист России, Почетный гражданин Нижнего Новгорода | В этом доме с 1970 по 2003 год жил выдающийся дирижёр и музыкальный деятель народный артист России ГУСМАН Израиль Борисович |

- На здании художественного училища (№ 8а)

| В этом доме в 1897 - 1908 гг. жил и работал всемирно известный фотограф, художник, педагог, общественный деятель Андрей Осипович К А Р Е Л И Н |

- На доме № 44

| В этом доме в 1909-1910 гг. жил выдающийся советский писатель Аркадий Гайдар (А. П. Голиков) |

## Транспорт
На улице находится 1 остановка общественного транспорта — «Варварская», в сторону пл. Минина и Пожарского — на перекрёстке с ул. Академика Блохиной со стороны типографии Нижполиграф, в сторону пл. Свободы — у Торгово-промышленной палаты с концертным залом «Юпитер».

### Автобусы
- № 1: пл. Минина и Пожарского — ЖК «Окский берег»
- № 3: ЗКПД-4 — Высоково
- № 40: микрорайон «Юг» — Верхние Печёры
- № 58: ул. Космическая — ул. Деловая
- № 61: ул. Долгополова — Верхние Печёры
- № 64: ул. Усилова — Соцгород-2
- № 68: ул. Космическая — Площадь Минина и Пожарского
- № 71: ул. Федосеенко — пл. Свободы
- № 92: Бурнаковский рынок — мкр. «Цветы» (ранее)
- № 95: пл. Свободы — ул. Дубравная (ранее)

### Троллейбусы
- № 13: пл. Минина и Пожарского — мрн. Щербинки-2 (через площадь Советскую)
- № 17: пл. Минина и Пожарского — мрн. Кузнечиха-2
- № 31: пл. Минина и Пожарского — мрн. Щербинки-2 (через улицу Горького)

### Маршрутные такси
- № т70: ТРЦ Седьмое небо — мрн. Кузнечиха-2.
- № т74: ул.Долгополова — Верхние Печёры.
- № т91: Ул. Долгополова — завод "Керамик"
- № т97: пос. Мостоотряд — ТЦ "Лента"